# Heinz Seidel
Heinz Seidel (* 5. Juli 1931 in Klingenthal) ist ein ehemaliger deutscher Skilangläufer.
Seidel, der für den SC Dynamo Klingenthal startete, belegte bei den Nordischen Skiweltmeisterschaften 1962 in Zakopane den 26. Platz über 15 km und den 13. Rang mit der Staffel. Bei seiner einzigen Teilnahme an Olympischen Winterspielen im Februar 1964 in Innsbruck kam er auf den 29. Platz über 30 km und zusammen mit Helmut Weidlich, Enno Röder und Walter Demel auf den siebten Rang in der Staffel. Seinen einzigen Meistertitel im Einzel bei DDR-Meisterschaften holte er bei den DDR-Skimeisterschaften 1962 über 30 km. Zudem siegte er fünfmal (1960–1964) mit der Staffel.